# アダマ・トラオレ (1995年6月5日生のサッカー選手)
アダマ・トラオレ（フランス語: Adama Traoré、1995年6月5日 - ）は、マリのサッカー選手。マリ代表。ポジションはFW。
同姓同名同年同月生で同じバマコ生まれで同じマリ代表でかつFCメス時代にチームメイトであったアダマ・トラオレと区別するため、アダマ・マルダ・トラオレ（フランス語: Adama Malouda Traoré）としても知られている。

## クラブ歴
COバマコの下部組織出身。2013年にTPマゼンベで選手となった。CAFチャンピオンズリーグでは2015年に優勝し、FIFAクラブワールドカップ2015に出場するために来日した。
2018年8月20日にFCメスに4年契約で加入。9月17日の試合でオパ・エンゲットに代わって途中出場しリーグ・ドゥ初出場を記録した。
2019年1月に半年の契約でUSオルレアン・ロワレに期限付き移籍した。
2020年1月19日にアル・アダラーFCに半年の期限付き移籍をした。同年7月、新型コロナウイルス感染症の世界的流行に伴ってリーグ閉幕が9月まで延びた事によって、9月まで期限付き移籍期間を延長した。
2021年2月10日にFCシェリフ・ティラスポリに完全移籍。同年9月15日に行われたUEFAチャンピオンズリーグ 2021-22 グループリーグ・FCシャフタール・ドネツク戦でクラブも自身もUEFAチャンピオンズリーグ初出場初得点を記録し、初勝利にも貢献した。

## 代表歴
U-20代表として2013 FIFA U-20ワールドカップに参加し1試合に途中出場した。
A代表デビュー後の2015年11月にはアフリカ U-23ネイションズカップのメンバーに選出された。
2013年7月6日に行われたアフリカネイションズチャンピオンシップ2014予選のギニア代表戦で代表初出場、本戦メンバーにも選出された。同大会のナイジェリア代表戦でチゴジー・アグビムの股を抜いて代表初得点を記録した。
2019年6月16日にアフリカネイションズカップ2019のメンバーに選出された。24日のモーリタニア代表戦では同月生まれのアダマ・トラオレ同士の交代で途中出場した事で話題になった。

## 個人
上述の通り、1995年6月28日生まれのアダマ・トラオレとは代表のチームメイトである。FCメス所属時代にはクラブでもチームメイトであった時期がある。区別のために28日生まれのトラオレはアダマ・ノス・トラオレと呼ばれる。